# Frontera entre Veneçuela i Trinitat i Tobago
La frontera entre Veneçuela i Trinitat i Tobago és la frontera, íntegrament marítima, que separa Trinitat i Tobago de Veneçuela. Passa pel Mar Carib, s'uneix al golf de Paria per les bocas del Dragón. Al sud, aquest golf desemboca a l'Atlàntic a través del canal de Colón, també conegut com a Boca de Serpiente, entre la península de Cedros i el delta de l'Orinoco.

Mapa de les fronteres marítimes al Carib

L'abril de 1990 es va formalitzar un tractat amb un segment de demarcació :
1. Punt 1 : 11°10'30" Nord, 61°43'46" Oest
2. Punt 2 : 10°54'40" Nord, 61°43'46" Oest
3. Punt 3 : 10°54'15" Nord, 61°43'52" Oest
4. Punt 4 : 10°48'41" Nord, 61°45'47" Oest
5. Punt 5 : 10°47'38" Nord, 61°46'17" Oest
6. Punt 6 : 10°42'52" Nord, 61°48'10" Oest
7. Punt 7 : 10°35'20" Nord, 61°48'10" Oest
8. Punt 8 : 10°35'19" Nord, 61°51'45" Oest
9. Punt 9 : 10°02'46" Nord, 62°04'59" Oest
10. Punt 10 : 10°00'29" Nord, 61°58'25" Oest
11. Punt 11 : 09°59'12" Nord, 61°51'18" Oest
12. Punt 12 : 09°59'12" Nord, 61°37'50" Oest
13. Punt 13 : 09°58'12" Nord, 61°30'00" Oest
14. Punt 14 : 09°52'33" Nord, 61°13'24" Oest
15. Punt 15 : 09°50'55" Nord, 60°53'27" Oest
16. Punt 16 : 09°49'55" Nord, 60°39'51" Oest
17. Punt 17 : 09°53'26" Nord, 60°16'02" Oest
18. Punt 18 : 09°57'17" Nord, 59°59'16" Oest
19. Punt 19 : 09°58'11" Nord, 59°55'21" Oest
20. Punt 20 : 10°09'59" Nord, 58°49'12" Oest
21. Punt 21 : 10°16'01" Nord, 58°49'12" Oest

El trifini amb Grenada se situa en prolongació del Punt 1. La signatura d'aquest tractat va engegar un conflicte per la frontera entre Barbados i Trinitat i Tobago que es va perllongar més de 14 anys amb un reglament del Tribunal Internacional del Dret de la Mar.